# 멱살 한번 잡힙시다
《멱살 한번 잡힙시다》는 2024년 3월 18일부터 5월 7일 까지 방영된 KBS 2TV 월화 드라마로 네이버 시리즈 인기 웹소설을 원작으로 극화했다.

## 기획 의도
나쁜 놈들 멱살 잡는 기자와 나쁜 놈들 수갑 채우는 강력팀 형사가 연이어 터진 살인사건을 함께 추적하며 거대한 소용돌이에 빠지는 멜로 추적 스릴러

## 제작진

### 제작사
- 몬스터 유니온
- 프로덕션 H

### 제작
- 황창우
- 박춘호
- 조혜린

### 극본
- 배수영 : KBS 2TV 《KBS 드라마 스페셜 - 나의 흑역사 오답노트》(집필), KBS 2TV 《KBS 드라마 스페셜 - 때빼고 광내고》(집필), KBS 2TV 《KBS 드라마 스페셜 - 닿을 듯 말 듯》(집필) , KBS 2TV 추석 특집 드라마 《생일편지》(집필) 집필

### 연출
- 이호 : KBS 2TV 《KBS 드라마 스페셜 - 렉카》(연출), KBS 2TV 《KBS 드라마 스페셜 원 나잇》(연출) 연출
- 이현경 : KBS 2TV 《KBS 드라마 스페셜 - 반쪽짜리 거짓말》(연출) 연출

## 등장 인물
- (†) 표시는 드라마 상에서 최종적으로 사망한 인물이다.

### 주요 인물
- 김하늘 : 서정원 역 (아역 이수정) - ‘프로멱살러’라는 수식어를 가진 KBM 방송국의 기자.
- 연우진 : 김태헌 역 - 강하경찰서 강력1팀 경위.
- 장승조 : 설우재 역 - 유명 소설가이자, 재벌 2세이자, 정원의 남편.
- 정웅인 : 설판호 역 - 무진그룹의 회장이자, 설우재의 아버지.
- 윤제문 : 모형택 역 - 전직 검사 출신의 정치인.
- 한채아 : 유윤영 역 - 유앤미 신경정신과 원장.

### 방송국 사람들
- 정인기 : 강인한 역 - KBM 방송국 보도국장. 회사 내에서 정원의 스타성을 가장 먼저 알아본 인물.
- 김민재 : 주영석 역 - <멱살 한번 잡힙시다> 촬영 기자. 매사에 툴툴대고 불평 불만이 가득한 성격이다.
- 박형수 : 노지호 역 - KBM 방송국 기자. 정원의 동기다.
- 김지성 : 양애나 역 - <멱살 한번 잡힙시다> 메인 작가. 탐사기획팀의 맏언니.
- 서범준 : 이바른 역 (†) - <멱살 한번 잡힙시다> 취재 기자. 이름처럼 평화주의자인 바른 청년.

### 경찰서 사람들
- 윤정훈 : 오명수 역 - 태헌의 후배. 국밥집을 운영하며 주취자, 깡패, 조폭에 힘들어하는 부모를 보고 경찰이 되었다.
- 김용운 : 정 팀장 역 - 대놓고 무사안일주의를 외치는 강력1팀의 푸근한 맏형.

### 그 외 인물들
- 서범준 : 제우스 역 - 어떠한 정보도 파악되지 않는 미스테리한 존재.
- 정호빈 : 공준호 역 - 설회장의 비서이자, 그의 최측근.
- 홍지희 : 모수린 역 - 수 카페 사장이자, 모형택의 딸. 차은새 죽인 범인2
- 한지은 : 차은새 역 (†, 1회) - 배우. 우재의 내연녀.금새 동생 (특별출연)
- 윤가이 : 최 실장 역 - 유앤미 신경정신과 간호사.
- 고건한 : 차금새 역 - 은새 오빠
- 김승훈 : 송효성 역 - 모형택 검사 시절 수사관.
- 김범준: 이정인 역 - 수 카페 알바생

### 기타 인물
- 데니 안 : 차 형사 역 (†)
- 이다연 : 이나리 역
- 이승훈 : 김민철 역
- 미상 : 모형택 의원 보좌관 역
- 미상 : 정원의 아버지 역 (†)
- 미상 : 공 비서의 여동생 역
- 미상 : 트럭 기사 유가족 역
- 미상 : 트럭 기사 역 (†)

### 특별 출연
- 이영숙 : 진명숙 역(†) - 가정부

## 결방 사유 및 연속 방송
- 2024년 3월 25일 : 밤 10시 10분부터 12시 45분까지 2회 연속방송. (3회, 4회)
- 2024년 3월 26일 : 《2026 FIFA 월드컵 아시아 2차 예선 <대한민국 VS 태국>》 중계방송 편성으로 인한 결방.

## 시청률
최저 시청률과 최고 시청률은 시청률 조사회사와 지역별로 시청률에 차이가 있을 수 있습니다.
| 2024년 | 2024년   | 2024년         | 2024년       | 2024년 |
| 회차   | 방송일   | 닐슨 시청률    | 닐슨 시청률  |        |
| 회차   | 방송일   | 대한민국(전국) | 수도권(서울) |        |
| ------ | -------- | -------------- | ------------ | ------ |
| 제1회  | 3월 18일 | 2.8%           | 2.8%         |        |
| 제2회  | 3월 19일 | 2.7%           | 2.8%         |        |
| 제3회  | 3월 25일 | 2.8%           | 2.9%         |        |
| 제4회  | 3월 25일 | 2.3%           | -            |        |
| 제5회  | 4월 1일  | 2.9%           | 3.0%         |        |
| 제6회  | 4월 2일  | 3.2%           | 3.2%         |        |
| 제7회  | 4월 8일  | 2.9%           | 2.8%         |        |
| 제8회  | 4월 9일  | 3.8%           | 4.1%         |        |
| 제9회  | 4월 15일 | 2.3%           | -            |        |
| 제10회 | 4월 16일 | 3.4%           | 3.4%         |        |
| 제11회 | 4월 22일 | 2.6%           | -            |        |
| 제12회 | 4월 23일 | 3.8%           | 3.8%         |        |
| 제13회 | 4월 29일 | 2.4%           | -            |        |
| 제14회 | 4월 30일 | 3.1%           | 3.8%         |        |
| 제15회 | 5월 6일  | 2.7%           | -            |        |
| 제16회 | 5월 7일  | 3.8%           | 4.0%         |        |

## 같이 보기
- 대한민국의 텔레비전 드라마 목록 (ㅁ)
- 2024년 대한민국의 텔레비전 드라마 목록

## 수상 목록
- 2024년 KBS 연기대상 남자 신인상 (서범준)

## 참고 사항
- 정웅인, 연우진은 KBS 2TV 주말 드라마 《오작교 형제들》 이후 13년 만에 재회하여 캐스팅 되었다.
- 윤제문, 한채아는 KBS 2TV 월화 드라마 《연모》 이후 2년 2개월 만에 재회하여 캐스팅 되었다.
- 장승조, 홍지희는 에이스팩토리에 소속되어 있다.